# Frisco City
Frisco City – miasto w Stanach Zjednoczonych, w stanie Alabama, w hrabstwie Monroe. W roku 2023 miasto zamieszkiwały 1124 osoby, a gęstość zaludnienia wynosiła 107 osób/km².